# Mongeta paretana

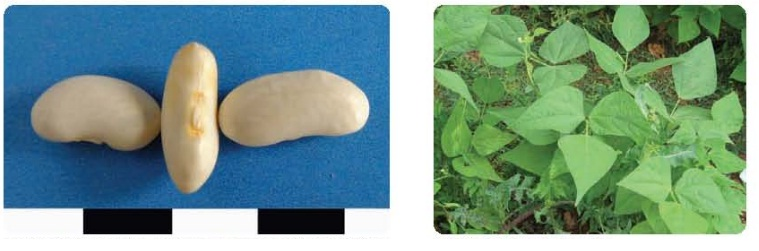
Mongeta Paretana

La varietat mongeta paretana també coneguda com a pinet de Mallorca, de nom científic Phaseolus vulgaris L., d'origen mesoamericà, les seves llavors són blanques, arronyonades llargues d'uns 10 - 12 cm i plenes. Pertany a la varietat de mata baixa, i les seves plantes tenen flors amb ales i estàndards blancs. Tavelles de verd uniforme, amb bec i secció el·líptica.
Durant anys el comerç de la paretana va ser molt important al mercat de Granollers, l'any 1945 a Parets del Vallès població d'on rep el nom aquesta mongeta, es va fer un estudi de camp, on es va determinar que el rendiment d'aquesta mongeta és d'11 kg collits per 1 kg plantat amb una productivitat propera a 1.500 kg/ha.
Tradicionalment aquesta mongeta es sembrava darrere del cànem, la primera setmana de juliol i la recollida sol ser a finals d'octubre principis de novembre.
Des del punt de vista gastronòmic es caracteritza per una textura cremosa amb una percepció molt fina de la pell i un sabor suau, lleugerament més intens que la varietat del ganxet, amb qui comparteix l'origen mesoamericà.
La llavor tradicional es va conservar a la Masia de la Cortada, al poble del Brull (Osona) que la va repartir en cases del poble de Montseny (Valles Oriental) i en els últims temps a la zona del Vallès ha sorgit un grup de pagesos interessats en la seva promoció, i alguns restauradors l'estan implementant a la seva carta.